# Comuna Igești, Storojineț
Igești (în ucraineană Їжівці, transliterat: Iijivți) este o comună în raionul Storojineț, regiunea Cernăuți, Ucraina, formată din satele Igești (reședința) și Ursoaia.

## Demografie
Componența lingvistică a comunei Igești
     Română (97,85%)
     Ucraineană (1,36%)
     Alte limbi (0,79%)
Conform recensământului din 2001, majoritatea populației comunei Igești era vorbitoare de română (97,85%), existând în minoritate și vorbitori de ucraineană (1,36%).